# 越南飄魚
越南飄魚（學名：Pseudolaubuca hotaya），為輻鰭魚綱鯉形目鲴科飄魚属的其中一種。被IUCN列為易危保育類動物，分布於亞洲越南北部淡水流域，棲息在河川底中層水域，生活習性不明。

## 扩展阅读
維基物種上的相關：越南飄魚